# Rezerwat przyrody Góra Dobrzeszowska
Rezerwat przyrody Góra Dobrzeszowska – leśny rezerwat przyrody w gminie Łopuszno, w powiecie kieleckim, w województwie świętokrzyskim.
- Powierzchnia: 25,11 ha[2] (akt powołujący podawał 24,57 ha)
- Rok utworzenia: 1982
- Numer ewidencyjny WKP: 046
- Charakter rezerwatu: częściowy
- Przedmiot ochrony: zespół naturalnych czynników przyrodniczych jako integralny element unikalnego kompleksu prehistorycznych obiektów kultury materialnej (okrąg kamienny, z „dziedzińcem” u wejścia).

Rezerwat leży na szczycie Góry Dobrzeszowskiej, w pobliżu zachodniego krańca miejscowości Dobrzeszów.
Przez rezerwat przechodzi  niebieski szlak turystyczny ze Skarżyska-Kamiennej (Pogorzałe) do Kuźniaków.